# دنیسا چلادکووا
 دنیسا چلادکووا (انگلیسی: Denisa Chládková؛ زادهٔ ۸ فوریهٔ ۱۹۷۹) یک تنیس‌باز اهل جمهوری چک است. 